# Robert Schick (Jurist)

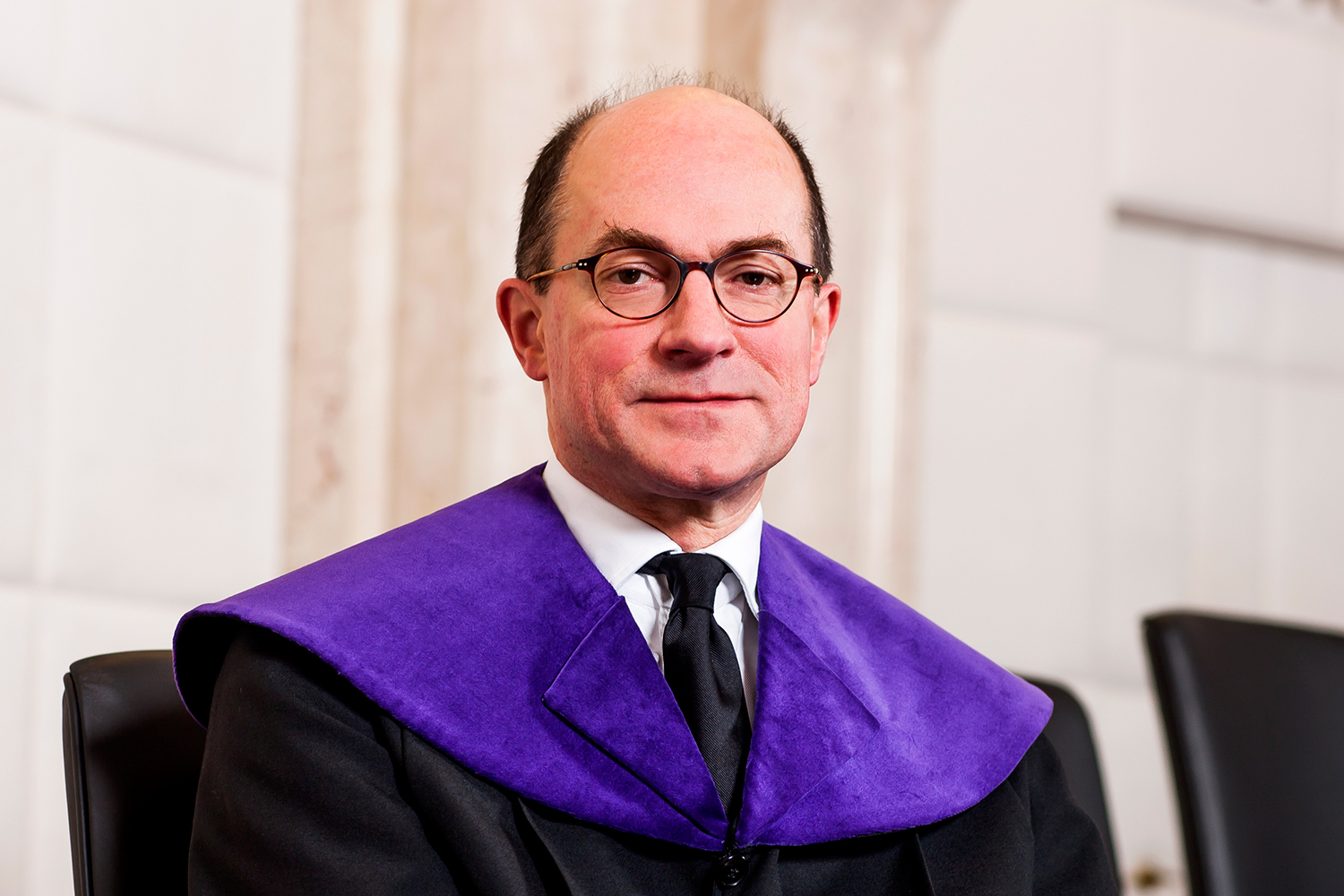
Robert Schick als Ersatzmitglied des VfGH (2015)

Robert Schick (* 7. April 1959 in Wien) ist ein österreichischer Jurist und Richter. Er war von 1997 bis 2024 Richter am Verwaltungsgerichtshof und ist seit 1999 Ersatzmitglied des Verfassungsgerichtshofs. Zudem ist er als Honorarprofessor an der Universität Salzburg tätig.

## Ausbildung
Robert Schick wurde in der österreichischen Bundeshauptstadt Wien geboren, wuchs dort auf und besuchte auch die Schule in Wien. 1977 maturierte er an einem naturwissenschaftlichen Realgymnasium in Wien und absolvierte anschließend den Präsenzdienst. Danach begann Schick das Studium der Rechtswissenschaften an der Rechtswissenschaftlichen Fakultät der Universität Wien, welches er 1983 mit der Promotion zum Doktor der Rechtswissenschaften abschloss. Nebenbei betrieb Schick auch die Studien der Nationalökonomie und Philosophie. In den Jahren 1983 und 1984 absolvierte Robert Schick die Gerichtspraxis.

## Beruflicher Werdegang
Die erste Arbeitsstelle trat Robert Schick im Jahr 1984 als juristischer Mitarbeiter in der EDV-Zentrale des Bundesministeriums für Inneres an. 1986 wechselte er zum Verfassungsdienst des Bundeskanzleramts, wo er ab 1994 auch als Abteilungsleiter tätig war. 1997 wurde Robert Schick schließlich als Hofrat an den Verwaltungsgerichtshof berufen und damit Richter an diesem Höchstgericht. Zwei Jahre später, 1999, wurde er auf Vorschlag des Nationalrats auch zum Ersatzmitglied des Verfassungsgerichtshofs bestellt. Daneben nimmt Robert Schick auch Lehrtätigkeiten an der Universität Salzburg als Honorarprofessor für Verfassungs- und Verwaltungsrecht wahr. Am 1. September 2019 wurde Schick zum Senatspräsidenten des Verwaltungsgerichtshofs ernannt. Am 1. Mai 2024 trat er hinsichtlich seiner Tätigkeit am Verwaltungsgerichtshof in den Ruhestand.